# Ben 10: Roiul extraterestru
Ben 10: Roiul extraterestru este un film de televiziune de science fiction și acțiune, regizat de Alex Winter și lansat în 2009. Se bazează pe serialul Ben 10: Echipa extraterestră și este o continuare a filmului Ben 10 - Cursa împotriva timpului din 2007. Ca actori principali filmul îi are în distribuție pe Ryan Kelley, Galadriel Stineman, Nathan Keyes, Alyssa Diaz, Herbert Siguenza și Barry Corbin.
Filmul a avut premiera pe Cartoon Network pe 25 noiembrie 2009, iar în România pe 9 decembrie 2009.

## Premisă
Ben 10 vrea să împiedice cucerirea lumii de către niște gândaci extratereștri ce controlează corpul uman și activați de regina lor ce desigur a posedat pe tatăl Elenei, care este prietena lui Ben. Însă prieteni săi și bunicul nu vor să o ajute fiind din cauza tatălui ei acuzat că a furat tehnologie extraterestră. Dar Ben crede că este nevinovată și de aceea o ajută să afle ce sa întâmplat cu tatăl ei chiar dacă au rămas numai ei doi. În cele din urmă Gwen și Kevin află că tot ceea ce a zis Elena este adevărat și vor să caute indicii.

## Legături externe
- Ben 10: Roiul extraterestru la Internet Movie Database